# Rotgüldensee
Rotgüldensee är en sjö i Österrike.   Den ligger i förbundslandet Salzburg, i den centrala delen av landet, 260 km sydväst om huvudstaden Wien. Rotgüldensee ligger 2 328 meter över havet.
Trakten runt Rotgüldensee består i huvudsak av gräsmarker. Runt Rotgüldensee är det ganska glesbefolkat, med 28 invånare per kvadratkilometer.